# Murraya alata
Murraya alata är en vinruteväxtart som beskrevs av Emmanuel Drake del Castillo. Murraya alata ingår i släktet Murraya och familjen vinruteväxter. Inga underarter finns listade i Catalogue of Life.